# قرار مجلس الأمن التابع للأمم المتحدة رقم 215
قرار مجلس الأمن التابع للأمم المتحدة رقم 215، الذي اعتمد في 5 نوفمبر 1965، وبعد أن فشل وقف إطلاق النار الذي دعت إليه القرارات 209 و210 و211 و214 والذي وافقت عليه الهند و‌باكستان في التحقق، طلب المجلس من ممثلي الهند وباكستان أن يجتمعا مع ممثل للأمين العام لوضع جداول زمنية للانسحابات. وحث المجلس على أن ينعقد هذا الاجتماع في أقرب وقت ممكن، وطلب إلى الأمين العام أن يقدم تقريرًا عن الامتثال لهذا القرار.
اعتمد القرار بأغلبية تسعة أصوات مقابل اثنين؛ وامتنع الأردن والاتحاد السوفيتي عن التصويت.